# PC방

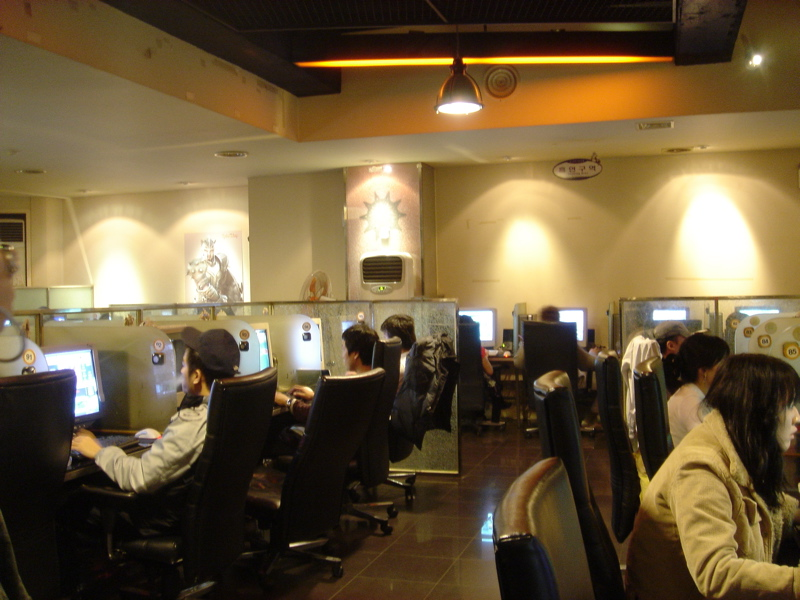
서울특별시의 한 PC방

PC방(PC房, 영어: PC Bang)은 대한민국에서 널리 퍼진 LAN 게임 카페(영어: LAN Gaming Center)이자 다중 PC 카페이다. 보통 PC방은 시간당 요금 또는 정액 요금을 내고 컴퓨터로 인터넷, 온라인 게임 등을 이용할 수 있는 장소다. 또한 PC방의 시간당 요금은 지역마다 다르다. 대부분은 40~80분에 1000원 정도로 가격을 책정한다. 대한민국 외에도 동아시아와 동남아시아에 널리 퍼져 있다.
PC 이용이라는 본래의 목적 외에도 야간, 새벽시간에 교통편이 끊기거나 숙소를 잡지 못했을 때 시간을 보내기 위한 장소로 이용하는 경우도 많다. 내국인들은 회원가입 절차를 통해 정상가격으로 이용할 수 있지만 외국인들의 경우 비회원가격으로 티켓을 구입하여 이용하는것이 훨씬 수월하다, 회원가입은 한국 주민등록번호 등 요구하는 정보가 많기 때문이다.
2025년 현재 구식 피시방들과 신규 브랜드 피시방들의 시설차이가 상당한 편인데, 주로 대학가 주변의 PC방들이 시설관리가 되는편이며 그 외 방치되어 폐허가 되다시피한 피시방들도 존재하는것이 현실이다.

## 역사
1988년 3월 홍익대학교 앞에서 개장하여 3년간 운영된 '일렉트로닉 카페(전자카페)'가 대한민국 최초의 전자카페이다. 역시 대한민국 최초의 통신 클럽이었던 엠팔(EMPAL)의 멤버였던 홍익대 안상수 교수와 국민대 금누리 교수가 창업하였으며 당시 16비트 컴퓨터 두 대를 놓아 전화선으로 PC통신을 이용할 수 있었다.
이후 세계 최초의 인터넷 카페는 1994년 4월에 정민호가 대한민국 서울특별시 서초구 서초동에 BNC(BIT NETWORK COMMUNCATION)라는 이름으로 첫 개장한, 인터넷카페이다. BNC 인터넷 카페는 당시 최초의 인터넷 카페로 많은 인기를 얻었다. 1988년부터 1993년까지 언론에서 소개한 인터넷 카페들은 전부 "전자카페"였으나 1994년부터 "인터넷카페" "모뎀카페", "네트워크카페", "사이버카페"라는 용어가 사용되기 시작하였다. 다음해인 1995년 여름에 종로, 홍대 등지에 인터넷 카페가 만들어지면서 대학생들이 인터넷 카페를 이용할 수 있게 되었다. 이후 1995년 3월 홍대 앞에 개장한 BNC PC방이 현재 형태의 PC방의 시초로 여겨진다.
인터넷 카페 및 PC방은 인터넷 망을 이용하여 각종 정보 검색 및 게임이 가능하였는가를 기준으로 구분된다.
세계 최초의 인터넷 카페와 PC방은 대한민국 서울에서 시작되었다. 
한국의 경우 한국통신이 1994년 6월 20일 부터 전화 다이얼 모뎀을 통한 코넷(KORNET) 인터넷 서비스를 민간 사업자에게 제공하기 시작했다. 1997년 11월, IMF 시대를 맞이하게 되면서 PC방의 수는 빠른 속도로 증가하기 시작하였다. 당시 대한민국의 경제 상황이 IMF라는 커다란 혼란으로 침체된 상태에서 명예퇴직을 당했던 많은 사람들이 새로운 시장인 PC방 창업에 뛰어 들기 시작하였다. 그 영향으로 1998년부터 1999년까지는 창업 열풍에 맞추어 상승세를 타게 된다. 또한 1998년에 발매된 미국의 컴퓨터 게임 제작사 블리자드 엔터테인먼트의 전략시뮬레이션 게임 스타크래프트는 5년 동안 대한민국의 PC방 2만 곳을 설립하는데 기여하였다.

## 영향
PC방의 대중화로 인하여 1998년 여름부터는 PC방의 창업이 대한민국의 컴퓨터 산업이 호황세를 타게 되는 계기가 된다. 사업체들이 PC방을 시장으로 이용하였고, 많은 사업들이 성공할 수 있는 블루오션으로 생각되었다. 비디오 게임산업이 발전하면서, 그 비디오 게임에 맞는 컴퓨터 사양이 필요하였고, PC의 고사양화가 가속화되는 효과를 불러왔다. 2001년부터는 PC방 개인사업의 통신선 설치가 일반 가정집까지 연결이 될 수 있었기 때문에 초고속 인터넷망을 구축해나갈 수 있었다.
대한민국의 PC방은 미국 블리자드 엔터테인먼트의 전략시뮬레이션 비디오 게임인 스타크래프트가 1998년 4월 발매와 동시에 엄청난 인기를 누리며 함께 널리 퍼졌다. 따라서 대부분의 인터넷에 연결되었고, 컴퓨터 게임을 하기에 적합해졌다. 2000년에 들어서는 화상 채팅이 퍼지면서, 많은 PC방들이 웹캠을 설치하였다. 또한 넥슨, 넷마블 등의 온라인 게임 서비스 업체들은 PC방을 중심으로 자사가 서비스하고 있는 온라인 게임을 이벤트 등의 방식으로 홍보하기도 하며, PC방에서 온라인 게임을 이용할 경우 보너스 경험치 같은 혜택을 주기도 한다. PC방은 컴퓨터를 비치하여 방문자가 이용하는 서비스를 제공하는 것 이외에도 스낵이나 음료수를 판매한다. 그러나, 2002년 이후 각 가정의 인터넷 접속 방법의 발달과 증가로, 현재 PC방은 사라지거나 또는 생존을 위해 이용료 인하, 시설의 고급화·대형화, 또는 플레이스테이션 4 같은 비디오 게임기를 비치하는 등 더 많은 고객을 확보하기 위해 경쟁이 심화되고 있다.

## 논란

### 관련된 문제
PC방은 어린 학생들의 새로운 놀이터가 되었다고 할 정도로 이용자의 상당수가 청소년 및 어린이지만, 상당수의 PC방이 금연구역을 철저히 지키고 있지않아 간접흡연의 피해를 입고 있다. 또, 인터넷 중독 증세를 보이는 사람들이 PC방에서 장시간 인터넷을 사용하면서 생활을 망치는 경우가 있으며, 간혹 사망하는 경우도 있다. 이런 상황을 빗대어 PC방 증후군이란 신조어가 등장하기도 했다.
일부 PC방 사장들이 아르바이트를 구하는 학생들에게 노동착취 등의 문제를 일으키고 있다.
또한 금연법의 시행으로 2014년 1월 1일부터 100m²이상의 전 사업장, 2015년 1월 1일부터는 100m²이하의 전 사업장이 실시대상이 된다.
또, 주민등록번호나 개인 정보가 유출될 수도 있다. 일부 PC방에서는 회원가입시 주민등록번호와 이름, 생일, 전화번호와 집 주소를 수집하고 있으며 PC방의 메인 관리 컴퓨터가 해킹당하거나 업주의 악의적인 이용으로 피해를 받을 수도 있다.
그러나 2014년 8월 7일부터 주민등록번호의 수집이 금지되면서 PC방에서의 주민등록번호 수집 역시 불법이 되었다. 이로 인해 회원가입 수단이 문자 인증으로 바뀌는 추세이긴하나 인증으로 인한 추가비용이 발생하는 등의 문제도 발생하고 있다.
15세 이용가 게임인 오버워치가 유행할 당시 일부 PC방 손님들이 오버워치를 하며 PC방에서 소란을 피우고 있는 초등학생들을 신고하는 일이 다수 발생했다. 이로 인해 PC방 업주들과 경찰과의 갈등이 많이 벌어졌고, 현재 PC방은 게임 이용등급을 지켜서 게임을 하라는 안내판을 부착하는 곳이 많다.
PC방은 저녁 10시 이후에 청소년 출입이 불가능하며 2024년 1월 1일 부터 연 나이로 19세 이상 학력과 무관하게 저녁 10부터 출입이 가능하다.

### 학교 근방에서 PC방 설치금지
PC방 업주들이 PC방은 더 이상 청소년유해시설이 아닌데도 학교정화구역 안에 일률적으로 설치를 금지하는 것은 직업 선택의 자유 등을 침해한다고 헌법소원을 제기하였지만 기각되었다. 헌재는 PC방을 학교 근방 200m이내에 설치할 수 없다는 법규가 기본권을 제한하지 않는다고 보았으며 또한, 직업수행의 자유를 과도하게 제한하지 않는다고 보았다.

## 대한민국 PC방 사용시간 점유율
| 기간       | 1위                      | 2위                      | 3위                 | 4위                  | 5위                 |
| ---------- | ------------------------ | ------------------------ | ------------------- | -------------------- | ------------------- |
| 2018년 5월 | 배틀그라운드(36.59%)     | 리그 오브 레전드(25.49%) | 오버워치(25.48%)    | 서든어택(3.08%)      | 스타크래프트(2.54%) |
| 2018년 6월 | 배틀그라운드(32.55%)     | 리그 오브 레전드(26.46%) | 오버워치(7.93%)     | 피파 온라인 4(5.07%) | 메이플스토리(3.34%) |
| 2020년 7월 | 리그 오브 레전드(48.49%) | 피파온라인4(6.90%)       | 배틀그라운드(6.75%) | 오버워치(5.97%)      | 서든어택(4.73%)     |

## 사이버지식정보방
사이버지식정보방 (知識情報房)은 대한민국 국군에 장병 복지를 위해 설치된 이용 시설로, 사지방 혹은 싸지방이라 부른다. 사이버지식정보방(사지방)에 개방형 리눅스 OS인 하모니카라는 운영 체제가 도입되었다.

## 피시토랑
피시토랑은 PC방+레스토랑의 합성어로 PC방에서 게임을 즐기면서 음식을 주문해서 먹을 수 있다. 옛날처럼 컵라면과 같은 즉석식품만 있는게 아니라 직접 조리해서 주는 여러 종류의 덮밥과 라면, 핫도그, 떡볶이, 튀김 등 다양한 음식이 있고 음료수도 스무디, 에이드, 커피 등 종류가 다양하며 자리에서 주문하고 계산까지 편하게 할 수 있다. 가격도 일반 식당보다 저렴해서 많은 학생들에게 인기를 끌고 있으며 PC방에서 게임도 하고 밥과 커피 등을 같이 해결할 수 있다.

## 같이 보기
- 인터넷 카페